# Jean Paul Morel
Jean (Paul) Morel (* 10. Januar 1903 in Abbeville Frankreich; † 14. April 1975 in New York City) war ein US-amerikanischer Dirigent und Musikpädagoge französischer Herkunft.

## Leben
Morel studierte am Pariser Konservatorium bei Noël Gallon Musiktheorie, bei Gabriel Pierné Komposition und bei Reynaldo Hahn Orchesterleitung. Von 1921 bis 1936 unterrichtete er am Amerikanischen Konservatorium in Fountainebleau. In dieser Zeit wurde er als Dirigent prominenter französischer Sinfonieorchester und der Opéra-Comique bekannt. Danach wirkte er als Dirigent am Teatro Municipal in Rio de Janeiro und am Palacio de Bella Artes in Mexiko-Stadt.
1940 kam Morel in die Vereinigten Staaten. Bis 1943 unterrichtete er dort am Brooklyn College. Von 1942 bis 1952 dirigierte er das New York City Symphony Orchestra. 1944 debütierte er als Dirigent an der New York City Opera mit Verdis La traviata (mit Dorothy Kirsten als Violetta). In der Folge dirigierte er dort u. a. die Opern Carmen, Mignon, Louise und La bohème. Aus Protest gegen die Entlassung des Generaldirektors und Dirigenten Laszlo Halasz, dessen Nachfolger er eigentlich werden sollte, verließ er 1952 die Oper.
Bereits seit 1949 unterrichtete Morel an der Juilliard School. Aus seinen Klassen gingen Dirigenten wie Kenneth Jean, Jorge Mester, Leif Segerstam, James Levine und Leonard Slatkin hervor. 1956 hatte er an der Metropolitan Opera sein Debüt als Dirigent mit Jacques Offenbachs Operette La Périchole. Hier dirigierte er in neun Saisons bis 1971 fünf Opern des französischen Repertoires, außerdem Glucks Orfeo ed Euridice und Puccinis Madama Butterfly. Zeitgleich mit seinem Ausscheiden an der Met beendete er 1971 auch seine Lehrtätigkeit an der Juilliard School.